# Sabine John
Sabine John (dekliški priimek Möbius, poročena Paetz), nemška atletinja, * 16. oktober 1957, Döbeln, Vzhodna Nemčija.
Nastopila je na poletnih olimpijskih igrah leta 1988, ko je osvojila srebrno medaljo v sedmeroboju in osmo mesto v skoku v daljino. Srebrni medalji v sedmeroboju je osvojila tudi na svetovnem prvenstvu leta 1983 in evropskem prvenstvu leta 1982. 6. maja 1984 je postavila svetovni rekord v sedmeroboju, ki je veljal dve leti.